# Борисенко, Михаил Петрович
Михаил Петрович Борисенко (1909—1979) — майор Советской Армии, участник Великой Отечественной войны, Герой Советского Союза (1944).

## Биография
Михаил Борисенко родился 21 августа 1909 года в селе Анновка-Вировская (ныне — Белопольский район Сумской области Украины) в крестьянской семье. После окончания семи классов школы учился в автошколе при Центральном институте труда, работал счетоводом, заведующим избой-читальней, председателем комбеда, председателем сельсовета.
В 1932—1935 годах проходил службу в Рабоче-крестьянской Красной Армии.
После демобилизации руководил колхозом в Винницкой области. В 1938 году вступил в ВКП(б).
В 1939 году был повторно призван в армию.
С апреля 1942 года — на фронтах Великой Отечественной войны. Участвовал в боях на Юго-Западном, Центральном и 2-м Украинском фронтах. Принимал участие в Сталинградской битве, командуя танковой ротой, и в Курской битве, будучи помощником начштаба артполка по разведке.
К марту 1944 года капитан Михаил Борисенко командовал 881-м самоходным артиллерийским полком 3-го танкового корпуса 2-й танковой армии 2-го Украинского фронта.
Отличился во время освобождения правобережной Украины.
9 марта 1944 года полк Борисенко в районе Умани преградил немецким подразделениям путь к отступлению, а затем одним из первых полков прорвался в Умань и нанёс противнику большой урон. Всего же за январь-март 1944 года полк Борисенко уничтожил более 50 танков, 5 штурмовых орудий, 12 батарей противотанковой артиллерии, около двух тысяч солдат и офицеров противника.
Указом Президиума Верховного Совета СССР от 13 сентября 1944 года за «умелое командование частью, личное мужество и отвагу, проявленные в боях против фашистских захватчиков» капитан Михаил Борисенко был удостоен высокого звания Героя Советского Союза с вручением ордена Ленина и медали «Золотая Звезда» за номером 4120.
Участвовал в Ясско-Кишинёвской операции.
После окончания войны Борисенко продолжил службу в Советской Армии.
В 1946 году он окончил курсы усовершенствования офицерского состава.
В 1956 году в звании майора Борисенко вышел в отставку, после чего работал сначала заместителем начальника госпиталя инвалидов Великой Отечественной войны, а затем на Пивненковском сахарном заводе.
Проживал в городе Тростянец Сумской области Украинской ССР. Скончался 28 декабря 1979 года, похоронен на тростянецком Центральном кладбище.
Был также награждён орденом Красного Знамени и двумя орденами Красной Звезды, а также рядом медалей.